# Leptolucania ommata
Leptolucania ommata, unica specie del genere Leptolucania, è un pesce d'acqua dolce appartenente alla famiglia Fundulidae.